# Linzi Drew
 Lindsay Jane 'Linzi' Drew  (Bristol, Inglaterra; 11 de mayo de 1958), también conocida como Mistress Monique, es una actriz, modelo y escritora inglesa conocida por haber actuado en películas como "Un hombre lobo americano en Londres" (John Landis, 1981), y los films de Ken Russell, "La guarida del Gusano Blanco" y "Salomé: El Precio de la Pasión" (1988). Además, Drew apareció en la portada del álbum "The Pros and Cons of Hitch Hiking" ("Los Pros y Los Contra de Hacer Dedo"), del exlíder de Pink Floyd, Roger Waters, en 1984.

## Carrera
Drew inició su carrera como modelo en "Page 3" y en la revista "Penthouse", de la cual fue, además, productora. En 1981, Drew actuó en la comedia de John Landis, "Un hombre lobo americano en Londres", mientras que en 1984 apareció en la controvertida portada del primer álbum solista de Roger Waters, "Los Pro y los Contra de Hacer Dedo" ("The Pros and Cons of Hitch Hiking"). En 1987, Drew colaboró por primera vez con el cineasta británico Ken Russell en el segmento "Nessun dorma" de la película "Aria". Al año siguiente, Drew y Russell colaboraron nuevamente en los films "La guarida del Gusano Blanco" y "Salomé: El Precio de la Pasión". En 1989, Drew actuó en el film "Dirty Woman", de Mario D'Angelo, y al año siguiente actuó junto con Peter O'Toole, Omar Sharif y Christopher Lee en el film dramático "El ladrón del arcoiris" ("The Rainbow Thief"), de Alejandro Jodorowsky.
Actualmente, Drew es escritora utilizando el seudónimo "Linzi Drew-Honey". Es la autora de "Linzi Drew Pleasure Guide: Outrageous Sex and How to Have It" (1992), "Letters to Linzi" (1993) y "Every Shade of Blue" (2016). entre otros. Además, es la madre del actor Tyger Drew-Honey.